# Fani Bracher
Fani Bracher (Juiz de Fora, 11 de junho de 1947) é uma pintora e desenhista brasileira.
Mineira de raízes lusas, Fani fez faculdade de jornalismo em Juiz de Fora e lá começou a pintar, em 1967. Em 1968 casou-se com o pintor Carlos Bracher e, juntos, viajaram para a Europa. Viveram em Portugal e na França, onde Fani frequentou o ateliê do pintor Almada Negreiros e se aprofundou em estudos de História da Arte com os críticos José Augusto França e Mário Gonçalves. Na volta ao Brasil, em 1970, fixou residência em Ouro Preto, onde mantém um ateliê e continua sua produção artística até hoje.
Fani foi premiada em coletivas e salões, entre eles o II Salão Nacional de Artes Plásticas, em Goiânia; o II Salão de Arte Moderna de Juiz de Fora; e o XII Salão de Arte Contemporânea, em Campinas. Além disso, integrou também várias exposições temáticas coletivas, tanto no Brasil quanto em países como Argentina, Uruguai, Peru, Colômbia, Guiana Francesa, Jamaica e França.
Em 2021, completou 77 anos e foi homenageada com o documentário "A Casa Verde de Todas as Cores", dirigido por sua filha, Blima Bracher, que traça um panorama de sua carreira a partir de uma série de 13 painéis pintados nas paredes da casa da família em Piau, na Zona da Mata de Minas Gerais.

## Prêmios e Exposições
Fani Bracher recebeu prêmios em diversos salões de arte, incluindo o II Salão Nacional de Artes Plásticas em Goiânia e o II Salão de Arte Moderna de Juiz de Fora. Ela também teve a oportunidade de expor seu trabalho internacionalmente, incluindo mostras na França e em outros países da América Latina.